# بورگلاهر
بورگلاهر (به آلمانی: Burglahr) یک شهر در آلمان است که در راینلاند-فالتس واقع شده‌است.

## خصوصیات
بورگلاهر ۵۰۳ نفر جمعیت دارد.